# Parlement du Maroc
XIe législature de la Chambre des représentants
VIIe législature de la Chambre des conseillers
Bâtiment du Parlement du Maroc
Le Parlement du Maroc (en arabe : البرلمان المغربي (Barlaman al Maghrib) ; en berbère : ⴰⴱⵕⵍⴰⵎⴰⵏ ⴰⵎⵖⵔⵉⴱⵉ) est l'organe législatif bicaméral du Maroc. Il est composé de deux chambres qui siègent à Rabat, la capitale.
La Chambre des représentants est composée de 395 membres élus pour 5 ans au suffrage universel direct, au scrutin de liste à la proportionnelle.
La Chambre des conseillers compte 120 membres élus pour 6 ans au scrutin indirect par les élus des chambres professionnelles, les employeurs, les salariés et les collectivités territoriales.

## Fonctionnement
(octobre 2023).
Le parlement est l'organe dépositaire du pouvoir législatif.
Il a pour principales missions :    
1. d'examiner et voter les lois ;
2. de contrôler l'action du gouvernement et le bon fonctionnement de l'État ;
3. d'évaluer toutes les politiques publiques.

Les élus sont répartis au sein de plusieurs commissions permanentes et se spécialisent au cours de leur mandat dans un domaine particulier (Commission des Finances, Commission de l’Énergie,etc.).
Les commissions évaluent les politiques de l'État en auditionnant des experts, des fonctionnaires, des chefs d'entreprises, en recevant les ministres, et en se déplaçant sur le terrain. Elles publient ensuite des rapports avec des recommandations.  
Ce sont également les commissions qui examinent les projets et propositions de lois.
Les lois sont toujours examinées en commission avant d'être ensuite présentées en une séance générale. Par la suite, elles sont examinées et votées par l'autre chambre (chambre des représentants ou chambre des conseillers).
En cas de désaccord, la Chambre des représentants l'emporte car elle plus légitime. 
Afin de mener ses missions, le Parlement peut : 
- proposer des textes de lois ;
- modifier des lois en vigueur ;
- interpeller par des questions orales les membres du gouvernement ;
- soumettre des questions écrites aux membres du gouvernement ;
- renverser le gouvernement par une motion de censure ;
- mener des commissions d’enquêtes parlementaires sur tout sujet qu'il juge d’intérêt général ;
- convoquer des fonctionnaires et responsables d'entreprises publiques ou entreprises privées pour les interroger.

Les deux chambres du parlement sont dirigées par un président et un bureau élus au début de chaque législature.   

### Textes juridiques
Le Parlement et son fonctionnement quotidien sont encadrés 3 grands textes juridiques : 
1. la Constitution (de l'article 60 jusqu'à l'article 86)
2. la loi organique sur la Chambre des représentants
3. la loi organique sur la Chambre des conseillers

Deux procédures parlementaires spécifiques sont encadrées par une loi :
1. l'examen du projet de loi de finances est encadré par la loi no 130.13 relative à la loi de finances ;
2. les commissions d’enquête sont encadrées par la loi no 085.13 sur commissions d’enquête parlementaires.

Chaque chambre dispose par ailleurs d'un règlement intérieur.

### Limites
S'il dispose de pouvoirs bien réels, renforcés par la constitution de 2011, le Parlement reste assez faible par rapport au pouvoir exécutif.
Le chercheur Abderahim Radouani constate que dans l'histoire du Maroc, les représentants des Marocains se soumettent  régulièrement au pouvoir exécutif.
S'il peut convoquer ses dirigeants d'entreprises publiques et qu'il examine les projets de loi de finances, il n'exerce pas un contrôle financier permanent sur certaines entreprises publiques.
Par exemple, les parlementaires marocains n'ont pas d'autorité sur la Caisse de dépôt de gestion (CDG) alors que dans d'autres pays, certains parlementaires sont chargés de valider les comptes de la Caisse des dépôts et consignations  (CDS)[réf. souhaitée].
Le profil jugé "élitiste" des membres du parlement leur est par ailleurs reproché.

## Histoire
Le régime représentatif traditionnel au Maroc s'exprimait à travers des structures ancestrales telle que l'assemblée des oulémas par villes et par région, ou encore les assemblées des Jemâa au sein même des tribus. Ces structures n'étaient pas élues, mais pourvues à travers un système de cooptation.
À partir des années 1880, le Maroc commence une série de réformes visant à le doter d'institutions répondant aux normes modernes, notamment occidentales. Il en est ainsi de la création d'un poste de grand vizir, ayant un cabinet ministériel structuré et pérenne, avec six ministères, dont les affaires étrangères, les finances, la défense, etc. Dans la foulée, le sultan Moulay Abdelaziz décide de créer en 1904 une assemblée consultative, nommé Majliss el Aayane  C'est à l'initiative de cette assemblée qu'a été convoquée la conférence internationale d'Algesiras, et qu'a été rédigée la constitution de 1908, qui n'entrera jamais en vigueur, en raison des troubles politiques.
Le Majliss el Ayane  sera dissous en 1913, des suites du traité de Fez instituant le protectorat. Mais dès 1947, et sur impulsion de Erik Labonne, résident général de la France au Maroc, et du Sultan Mohammed V, le protectorat crée des chambres consultatives réservées aux Marocains israélites et musulmans. Ces chambres élues, à deux reprises, lors des élections de 1947 et de 1951, ne sont en réalité qu'une faible concession du régime du protectorat face aux revendications issues du manifeste de l'indépendance. Le Parti de l'Istiqlal qui acceptera de participer aux élections de 1947, et bénéficiera de trois élus, finira par boycotter les élections de 1951.
À la fin de l'année 1955, et après le retour d'exil du sultan Mohammed V, le 16 novembre, et la victoire des nationalistes, le Maroc se dote d'un parlement non élu, mais issu de consultations avec les principales formations politiques, afin de poser les bases de futurs élections législatives. Il s'agit du Conseil consultatif national, institué en 1956. Cette première chambre est présidée par Mehdi Benbarka. La première Constitution marocaine adoptée en 1962 crée un parlement bicaméral, composé de la Chambre des représentants et de la Chambre des conseillers. La première législature débute à la suite des élections législatives de 1963.
La Constitution de 1970 abandonne le bicaméralisme et adopte une chambre unique. La Constitution de 1992 permet aux élus  de créer des commissions d'enquête pouvant faire la lumière sur des faits déterminés dès lors que ces derniers n'ont pas déjà donné suite à des poursuites judiciaires.
Dans le cadre de l'état d'exception, le roi) ne peut dissoudre la Chambre des représentants : « l'état d'exception n'entraine pas la dissolution du Parlement » (article 35, alinéa 2 de la Constitution de 1972 révisée en 1996). Durant les années de plomb – sous le règne de Hassan II –, ce droit a été assez abusivement invoqué, puisque le premier et seul État d'exception que connut le Maroc dura cinq ans, de juin 1965 à juillet 1970. Cependant, les constitutions adoptées après cette date contiennent beaucoup de restrictions des libertés publiques, proches de l'État d'exception. Ainsi, jusqu'en 1977, aucun parlement élu ne compléta sa législature dans des conditions normales

### Constitution de 1996
La Constitution révisée du 13 septembre 1996 réintroduit le bicaméralisme. La fonction législative subit des modifications dans le nouveau texte constitutionnel en créant une nouvelle procédure de navette entre les deux chambres: il s'agit de propositions et de projets de loi qui seront soumis aux deux chambres. En cas de non accord entre les deux chambres, la chambre des représentants l'emporte.
Le rôle du Parlement a considérablement évolué depuis 1999, date à laquelle Mohammed VI a été intronisé roi du Maroc.

### Constitution de 2011

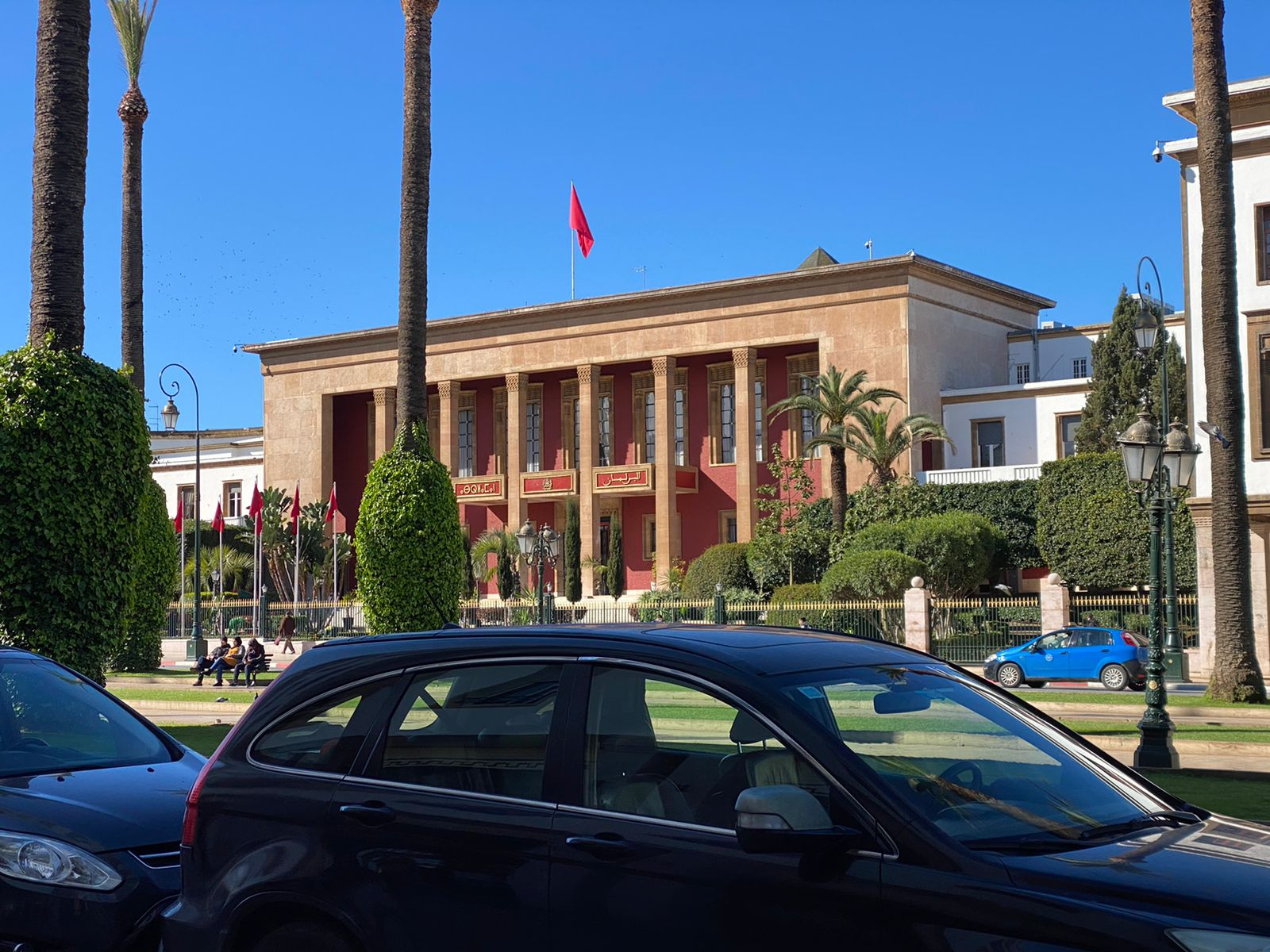
Place du lieu de réunion du Parlement du Maroc.

Depuis la constitution de 2011 plusieurs changements ont été apportés aux pouvoirs du Parlement du Maroc.
- Le chef du Gouvernement est désormais nommé par le roi au sein du parti arrivé en tête des élections des membres de la Chambre des représentants[8].
- Le chef du Gouvernement peut désormais dissoudre le Parlement, un pouvoir uniquement réservé au souverain dans la Constitution précédente.
- La transhumance des  parlementaires est désormais interdite. Tout parlementaire qui  renonce à l’appartenance au parti qui l’avait investi perd son mandat.
- Les commissions parlementaires des deux chambres disposent désormais du pouvoir d'auditionner les responsables des administrations, des établissements et des entreprises publics, en présence des ministres dont ils relèvent.
- Les parlementaires marocains ont désormais la possibilité de demander la constitution de commissions d’enquête avec un quorum moins important qu'auparavant c’est-à-dire un tiers des membres au lieu de la majorité absolue.

## Commissions permanentes
Les commissions permanentes sont composées d'un nombre restreint de membres.
Elles sont chargées d'examiner les textes de loi et de voter leurs amendements, avant que les textes ne soient votés en séance plénière.  Chaque commission est dirigée par un président. Il n'a pas d'autorité directe sur les députés, mais il est chargé de préparer l'agenda de la commission et ses travaux.  
| Chambre des représentants | Chambre des représentants | Chambre des représentants | Chambre des représentants                          |
| Commission | Président                 | Groupe                    | Groupe                                             |
| --- | ------------------------- | ------------------------- | -------------------------------------------------- |
| Commission des Affaires étrangères et de la défense nationale, des affaires islamiques et des Marocains résidant à l'étranger | Salma Benaziz             |                           | Groupe du Rassemblement national des indépendants  |
| Commission de l'intérieur, des collectivités territoriales, de l'habitat et de la politique de la ville                       | Mohamed Ouadmine          |                           | Groupe Authenticité et modernité                   |
| Commission de la justice, de la législation et des droits de l'Homme                                                          | Said Baaziz               |                           | Groupe Socialiste - Opposition Ittihadi            |
| Commission des finances et du développement économique                                                                        | Lahcen Saadi              |                           | Groupe du Rassemblement national des indépendants  |
| Commission des secteurs Sociaux                                                                                               | Hamid Noughou             |                           | Groupe Constitutionnel démocratique et social      |
| Commission des secteurs productifs                                                                                            | Abdelaziz Lachheb         |                           | Groupe Istiqlalien de l'unité et de l'égalitarisme |
| Commission des infrastructures, de l'énergie, des mines et de l'environnement                                                 | Ibrahim Aaba              |                           | Groupe Haraki                                      |
| Commission de l'enseignement, de la culture et de la communication                                                            | Addi Chajri               |                           | Groupe du Progrès et du socialisme                 |
| Commission du contrôle des finances publiques                                                                                 | Mohamed El-Hejira         |                           | Groupe Authenticité et modernité                   |
| Chambre des conseillers |                           |                           |                                                    |
| Commission | Président                 | Groupe                    | Groupe                                             |
| Commission des Affaires étrangères et de la défense nationale, des affaires islamiques et des Marocains résidant à l'étranger | Neila Mia Tazi            |                           | Groupe CGEM                                        |
| Commission de la justice, de la législation et des droits de l'Homme                                                          | Aziz Mknif                |                           | Groupe Socialiste                                  |
| Commission de l'intérieur, des collectivités territoriales, de l'habitat et de la politique de la ville                       | Abderrahmane Ablila       |                           | Groupe du Rassemblement national des indépendants  |
| Commission des finances et du développement économique                                                                        | Messaoud Agnaou           |                           | Groupe Authenticité et modernité                   |
| Commission des secteurs productifs                                                                                            | Othmane Tarmounia         |                           | Groupe Istiqlalien de l'unité et de l'égalitarisme |
| Commission de l'enseignement, de la culture et des affaires sociales                                                          | Abderrahman Drissi        |                           | Groupe Haraki                                      |